# Écarteur nasal

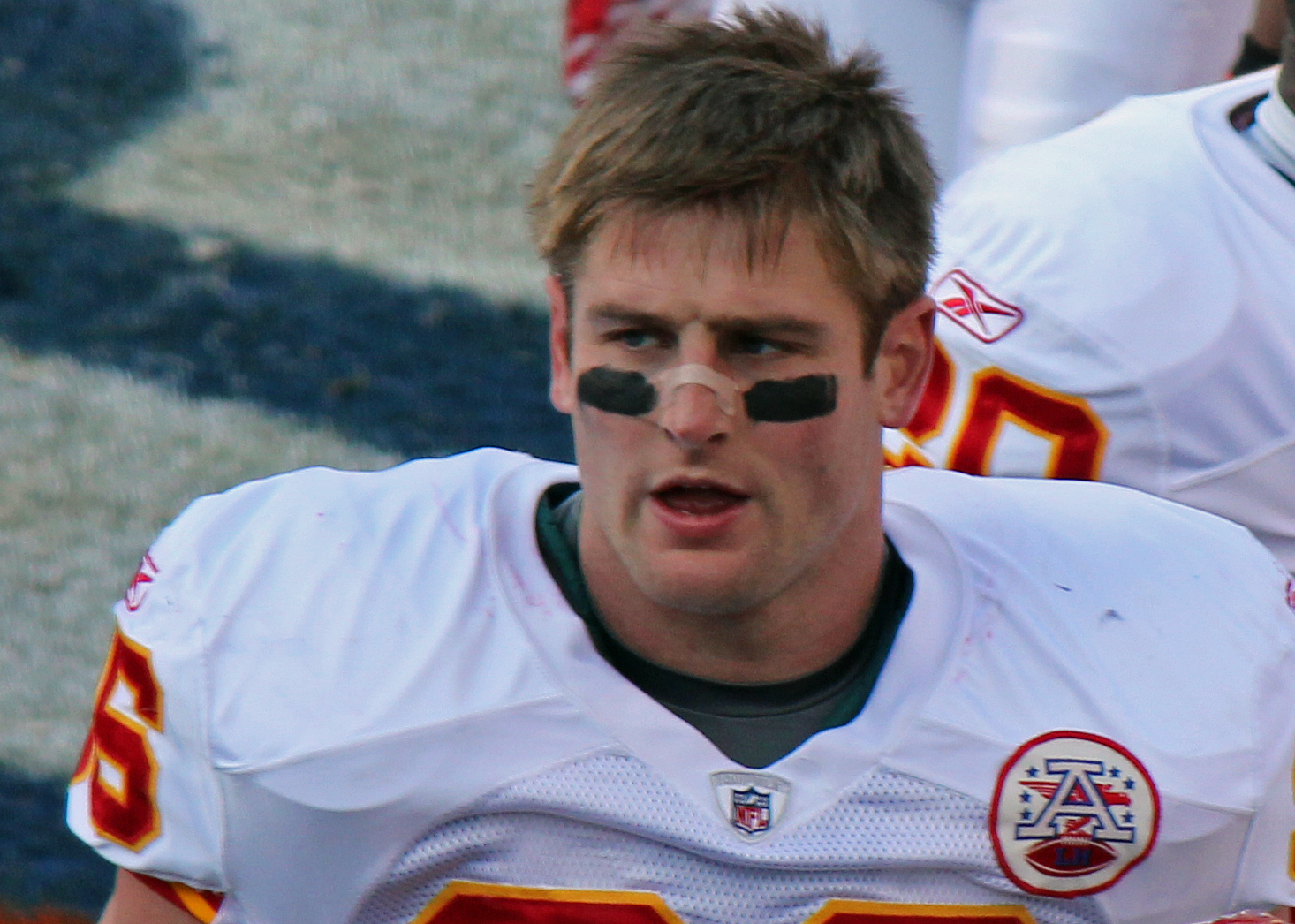
Un sportif ayant un écarteur nasal.

Un écarteur nasal, appelé aussi "dilatateur nasal", "écarteur narinaire mécanique" ou "écarte-narines", est un dispositif appliqué, pendant la nuit ou durant un effort sportif prolongé, sur l'os nasal et les narines, ou à l'intérieur de ces dernières, pour pallier des situations, des pathologies et des morphologies où les voies de respiration ne sont pas assez ouvertes, sans abuser de l'utilisation de gouttes nasales.

## Histoire
Les dilatateurs nasaux ont été introduits dans les années 1990 puis développés, dans le but de traiter les problèmes causés par le rétrécissement des voies respiratoires. Ils se sont en particulier fait connaitre en 1996 aux Jeux olympiques d'Atlanta, selon la startup suisse Noson, qui a développé un écarteur nasal interne. 

### Utilisations

#### Effort sportif prolongé
L'écarteur nasal a pour but de faciliter la respiration en apportant une amélioration de la circulation de l’air par le nez de 20 % en moyenne et pour cette raison, il est utilisés pendant l'effort par des sportifs renommés,, notamment en cas de rhinite ou d'inflammation des muqueuses. Parmi eux, Andrew Michael Studebaker, joueur de football américain, ou des athlètes comme Danilo Petrucci, Pol Espargaro, Aleix Espargaro, Jorge Martin, Roberto Rolfo et le tennisman Nicolás Jarry.
Le champion américain d'ultrarunning Hal Koerner a parlé dans son livre de la bandelette qu'il a l'habitude de porter sur le nez pendant les courses pour avoir le maximum d'oxygène et mieux contrôler sa respiration, d'autant que son conduit nasal a tendance parfois à se fermer en raison d'une légère malformation et d'allergies.
Le colombien Nairo Quintana fait partie, avec le britannique Christopher Froome des coureurs cyclistes qui recourent à des écarteurs de narines, pour augmenter la ventilation et les aider à mieux respirer,. D'autres cyclistes connus y recourent, comme Reto Indergand, Fabian Giger, Thomas Litscher et Antoine Philipp.
Il est utile aux personnes souffrent d'une "obstruction nasale chronique" en raison d'une pathologie comme le rhume ou d'un problème architectural causant un manque d'oxygénation pendant un effort intensif. Pour les autres, le bénéfice n'est pas considéré comme significatif. Des études n'ont ainsi pas démontré d'effet d'amélioration des performances à grande échelle.

#### Sommeil
L'écarteur nasal est utilisé pendant le sommeil pour réduire la congestion, pallier l'apnée du sommeil légère, ou encore prévenir le ronflement,. Il permet de diminuer cette pathologie,. ou réduire sa nuisance sonore mais pas de la faire disparaître.
L’agence américaine des produits alimentaires et médicamenteux (FDA) a approuvé l’utilisation des dilatateurs nasaux comme traitement de l’apnée du sommeil, selon le docteur Safwan Badr, président de l’académie américaine de la médecine du sommeil

### Différents dispositifs

#### L'écarteur nasal interne en plastique
L'écarteur nasal interne en plastique se glisse à l'intérieur des narines, à leur extrémité et appuie légèrement sur la paroi de droite dans la narine droite et  sur la paroi de gauche dans la narine gauche. Un millimètre ou deux dépassent seulement, entre les deux narines.
Plusieurs types d'écarteur nasal interne en plastique existent:
- l'un en forme de V de couleur violette, commercialisé par la société Quiès[13], fondée dans les années 1920[13] ;
- l'autre plus allongé de couleur transparente, commercialisé par le laboratoire Cevidra, créé en 2007, sous la marque Nozovent[13] et l'appellation "dilatateur nasal", qui procure un écartement plus important.

Des tests ont indiqué que le dilatateur nasal est plus efficace que la bandelette nasale,, mais il a pour inconvénient de pouvoir tomber en cours de pratique sportive.

#### Les bandelettes sur le bas de la peau du nez
Parmi les dispositifs utilisés, celui de type bandelettes apposées sur l'extérieur des narines, en bas de celles-ci, qui peuvent dans certains cas ressembler à un pansement adhésif. Certains d'entre eux sont de couleur chair, d'autres transparents. Certains ont des nervures en matière plastique semi-rigides et peuvent se détacher de la peau en cas de transpiration ou d'humidité dans l'air.